# بابا سیلا
بابا سیلا (انگلیسی: Baba Sylla؛ زادهٔ ۱۶ ژوئن ۱۹۸۸) بازیکن فوتبال اهل مالی است.